# Szűz Mária-fatemplom (Lápospataka)
A Szűz Mária-fatemplom műemlékké nyilvánított épület Romániában, Máramaros megyében. A romániai műemlékek jegyzékében az  MM-II-m-B-04573 sorszámon szerepel.